# Mesocapromys angelcabrerai
Mesocapromys angelcabrerai är en däggdjursart som först beskrevs av Luis S. Varona 1979.  Mesocapromys angelcabrerai ingår i släktet Mesocapromys och familjen bäverråttor. IUCN kategoriserar arten globalt som starkt hotad. Inga underarter finns listade i Catalogue of Life.
Arten förekommer i ett mindre område i västra Kuba samt på några mindre öar i närheten. Den lever i träskmarker och i marskland med några träd. Boet ligger under större rötter eller gömd i vegetationen.